# Synagoga w Terezinie
Synagoga w Terezinie, zwana Ukrytą (cz. Synagoga v Terezíně) – synagoga znajdująca się w Terezinie w Czechach, w piwnicy jednej z kamienic.
Synagoga została założona podczas II wojny światowej w ówczesnym getcie Theresienstadt. Była tajnym domem modlitewnym, w którym modlono się mimo zakazu okupacyjnych władz niemieckich. Po zakończeniu wojny pomieszczenie po niej było wykorzystywane jako piwnica oraz skład ziemniaków. W 1997 roku podczas remontu została przypadkowo odkryta. Obecnie jest udostępniana zwiedzającym.
We wnętrzu modlitewni znajdują się pozostałości zachowanej polichromii, w której dominują barwy czerwona i biała. Na ścianach zachowały się pozostałości trzech tablic z hebrajskimi inskrypcjami, a na suficie gwiazdy Dawida oraz gwiazdki.